# Liste der Monuments historiques in Destry
Die Liste der Monuments historiques in Destry führt die Monuments historiques in der französischen Gemeinde Destry auf.

## Liste der Objekte
| Bezeichnung                  | Beschreibung                              | Standort                                         | Kennzeichnung | Schutzstatus | Datum | Bild |
| ---------------------------- | ----------------------------------------- | ------------------------------------------------ | ------------- | ------------ | ----- | ---- |
| Skulptur Heiliger Ambrosius  | Holz, farbig gefasst, 18. Jahrhundert     | in der Kirche Nativité de la Vierge Marie (Lage) | PM57000432    | Classé       | 1990  |      |
| Skulptur Heiliger Augustinus | Holz, farbig gefasst, 18. Jahrhundert     | in der Kirche Nativité de la Vierge Marie (Lage) | PM57000433    | Classé       | 1990  |      |
| Kelch                        | Silber, vergoldet, zwischen 1687 und 1698 | in der Kirche Nativité de la Vierge Marie (Lage) | PM57000486    | Classé       | 1993  |      |